# 米倉ますみ
米倉 ますみ（よねくら ますみ、1961年3月30日 - ）は日本の演歌歌手、浪曲師。本名は米倉澄子。愛知県一宮市出身。
父は浪曲師の東家楽友。堀越高等学校卒業。

## 経歴
11歳の時から父の指導を受け、15歳でデビューする。1978年NHK浪曲新人コンクールで最優秀賞受賞。1980年浅草公会堂で真打ち抜露。1983年「俺の出番はきっと来る」でレコード歌手としてデビューする。同曲は発売から6年後の1989年に大ヒットし、30万枚を売り上げた。ペレストロイカ体制のソビエトでモスクワ公演も行った。

## 主な曲
- 俺の出番はきっと来る
- 酒情話
- 母ざんげ
- おんな酒
- 夫婦花火
- 女鬼龍院
- 阿波の鳴門
- 人生一本道
- 男の酒場
- 夜叉